# Biserica Cristos Rege din Ploiești
Biserica „Cristos, Rege” din Ploiești este un lăcaș de cult romano-catolic situat în str. Ștefan cel Mare nr. 13, care servește drept biserică parohială în cadrul Arhiepiscopiei Romano-Catolice de București.

## Parohia
Parohia Romano-Catolică din Ploiești a fost înființată de episcopul Giuseppe Molajoni CP în 1843. A funcționat mai întâi într-o casă închiriată, care era în același timp capelă și casă parohială. După trei ani același episcop a cumpărat pentru parohie, cu 350 de galbeni, un teren cu două case vechi și dărăpănate în str. Ștefan cel Mare nr. 13. Capela a devenit neîncăpătoare și în 1857 s-a început construcția unei bisericii, finalizată în 1864 și dedicată Neprihănitei Zămisliri.
Din cauza avariilor grave provocate de cutremure, dar și numărului mare al credincioșilor, în 1938 a fost demolată biserica veche și construită, pe același loc, biserica actuală, consacrată de Arhiepiscopul Alexandru Theodor Cisar în data de 26 aprilie 1939 cu hramul „Cristos, Rege”.

## Istoria
Înființarea unei parohii romano-catolice la Ploiești a devenit necesară după ce numeroși comercianți și muncitori din Austro-Ungaria și Italia s-au stabilit în oraș. O parte însemnată a acestora era de confesiune romano-catolică. La cererea lor a fost înființată parohia romano-catolică în anul 1843, de către Giuseppe Molajoni, episcop de Nicopole (Bulgaria), care îndeplinea și atribuțiile de administrator apostolic al Valahiei, în vremea domniei lui Gheorghe Bibescu. Acesta a avut o contribuție însemnată la modernizarea infrastructurilor județului Prahova între 1842-1848.
Episcopul Molajoni a numit pe primul paroh pe preotul franciscan Ludwig Bodor, care s-a prezentat la post la data de 16 iunie 1843. Parohia cuprindea atunci 300-400 de credincioși. În aceste împrejurări, comunitatea a închiriat o casă în centrul orașului, peste drum de Primărie („Piața Legumelor”), care a fost folosită timp de trei ani. Multă vreme, această casă, iar după demolarea sa, chiar locul pe care s-a aflat, au purtat numele de „Bărăția”.
Molajoni a cumpărat în 1846, cu ocazia unei vizite, terenul de pe Str. Ștefan cel Mare nr. 13, în care se aflau două case, folosindu-se una pentru locuința preotului și alta pentru capelă, fiind sfințită de către parohul Ludwig Bodor în cinstea Arhanghelului Mihail.
La scurt timp, aceste clădiri vechi s-au deteriorat și totodată comunitatea s-a dezvoltat, având nevoie de o biserică, care s-a început în același amplasament în 1857 cu sprijinul administratorului apostolic Antonio Giuseppe Pluym CP, al Casei Imperială de Austria, al unor episcopi din Ungaria etc. S-a format un comitet compus din fruntași ai comunității: epitropul Eduard Gertzer, Dr. Voicinski, Dr. Bürger, ing. Mühlberger și arhitectul Hartl din București. Aceștia au întocmit proiectul și au strâns fondurile necesare. În același an 1857 s-au pus temeliile noii biserici, iar până în toamna anului următor, corpul principal și turnul erau deja înălțate. În acest moment, se terminaseră însă și fondurile obținute pe parcurs, iar lucrările au fost întrerupte.
Comunitatea a primit mai multe ajutoare, schimbând și parohul, în persoană de pr. Felix Pongracz. În 1864 construcția bisericii a fost încheiată și dotată de mobilierul și obiectele de cult. Biserica a fost sfințită cu mare solemnitate, în ziua de 2 octombrie 1864, de către episcopul Antonio Pluym, în cinstea Imaculatei Concepțiunii, a cărei icoană a fost pictată de către pictorul György Vastagh în anul 1864, cu ocazia șederii sale la Ploiești.
Populația catolică din Valea Prahovei a crescut până la 1.400 de credincioși în 1872, fiind parohul Julius Hering între anii 1889-1903. În acest timp biserică a fost îmbunătățită neîncetat: au fost executat șase vitralii, s-a adus un orgă din Bavaria, a fost înzestrată cu statui etc.

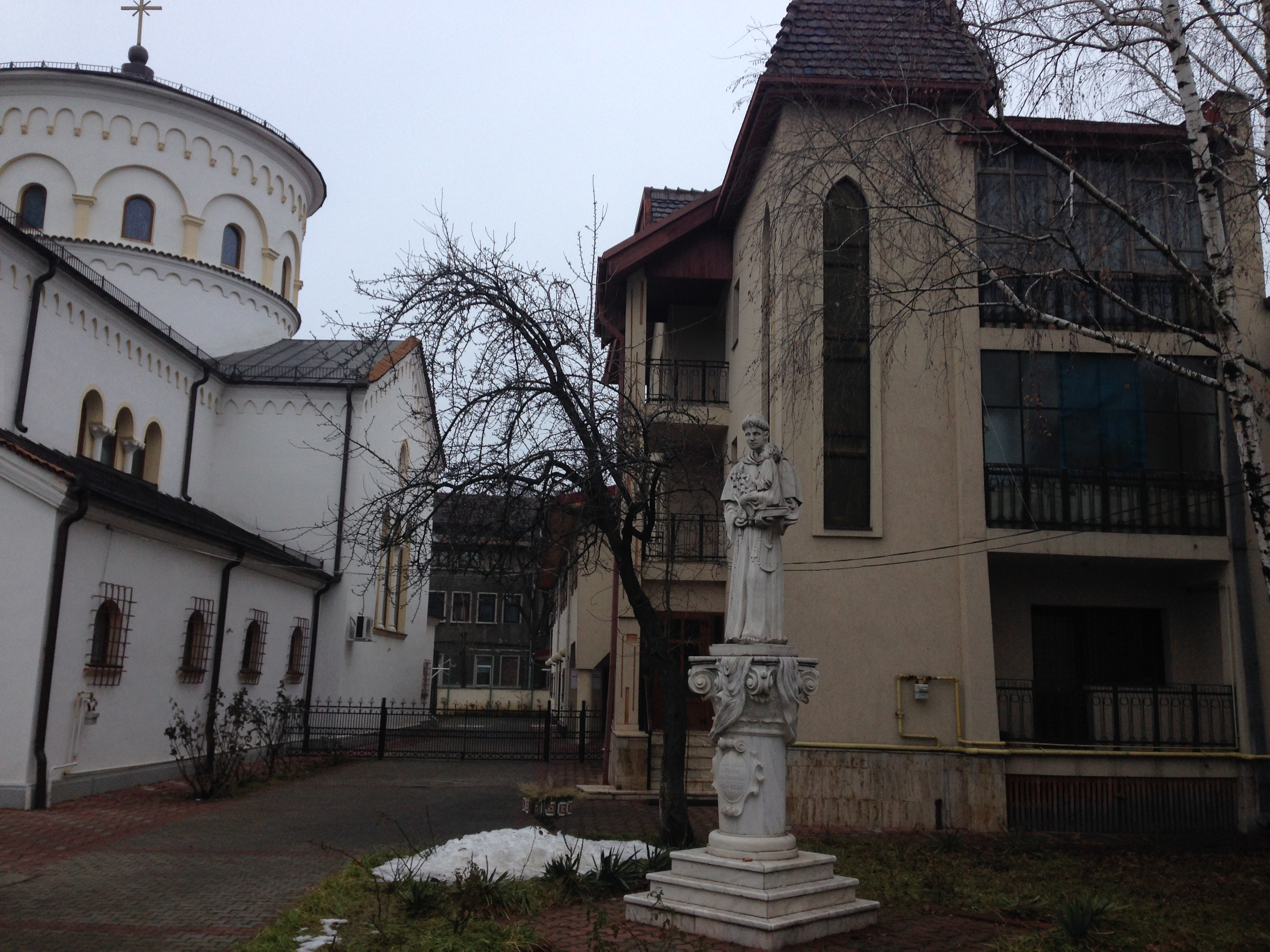
Casa parohiala cu statuia sf. Anton din Biserica Cristos Rege din Ploiesti

Din păcate cutremurele au făcut ravagii și împreună cu influențele vremii au produs bisericii deteriorări grave. Pe de altă parte, comunitatea aproape se dublase, numărând, în 1934 peste 2.200 de suflete, vechiul lăcaș nemaiputând face față tuturor cerințelor. În 1937 parohul Dwucet începe colectarea fondurilor pentru a construi o nouă biserică.
Lucrările de înălțare a bisericii au durat mai puțin de un an, ceea ce, pentru o construcție cu o arhitectură delicată, este foarte scurt. Datorită eforturilor arhitectului Romano de Simon, antreprenorului Giacomo Ciapolloni și construcților, biserica s-a terminat în data de 26 aprilie 1939, sărbătoarea Sf. Iosif, fiind sfințita de către arhiepiscopul Alexandru Cisar, în cinstea lui Cristos Rege. Din nou biserica s-a deteriorat din cauza cutremurelor din 1940, 1977, 1986 și 1990. De asemenea nici bombardamentele din 1944 n-au cruțat-o. Lucrările de reparație au fost coordonate de părintele paroh Alexandru Cobzaru și mai târziu de pr. paroh Ilie Sociu.
Lângă biserică se află casa parohială. Cu sprijinul unui grup de prieteni din Cremona (Italia), preotul paroh Ion Solomon a construit în anul 2003 casa tineretului cu un teren de sport. În parcul din față bisericii s-a înălțat monumentul Crucea de Iubire. În parc se mai află o grotă Sfintei Fecioare de la Lourdes și o statuie a Sfântului Anton de Padova.
Parohia "Cristos, Rege" mai are un cimitir în str. Căliman 108, împărțit cu luterani și calvini. În partea catolică este o capelă frumoasă construită în anul 1933 în cinstea Îngerilor Păzitori.
De-a lungul anilor s-au aflat 16 preoți parohi, care au slujit împreună cu 15 preoți vicari. Primul paroh a fost pr. Ludwig Bodor (1843-1856), după care a urmat pr. Felix Pongracz (1856-1864; 1866-1871), pr. Vitus Bianconi (1864-1866; 1882-1883), pr. Honorato Carlesimo (1871-1873), pr. Leopold Cipriani (1873-1882), pr. Dionysio Bossansky (1883-1889), pr. Julius Hering (1889-1903), pr. Ioan Pasko (1903-1910), pr. Iuliu Dwucet (1910-1956), pr. Andrei Despina (1957-1959), pr. Petru Dancă (1959-1960) ca administrator parohial, pr. Carol Kozlowski (1960-1975), pr. Alexandru Cobzaru (1975-1986), pr. Ilie Sociu (1986-1997), pr. Ion M. Solomon iar în actualitae parohul este pr. Iosif Imbrișcă.